# 芳香族アルコール

ベンジルアルコール

有機化学において、芳香族アルコール（英語: aromatic alcohols）または、アリールアルコール（英語: aryl-alcohols）は、芳香族炭化水素に間接的にヒドロキシ基が結合した化合物である。一方、芳香族炭素に直接ヒドロキシ基が結合した化合物はフェノール類である。
芳香族アルコールは酵母菌の一種であるカンジダ・アルビカンスによって合成されている。それらはビールに含まれている。これらの分子は、出芽酵母 (Saccharomyces cerevisiae) のクオラムセンシング化合物である。

## 代謝
アリールアルコールデヒドロゲナーゼは、芳香族アルコールとNAD+を用いて、芳香族アルデヒド、NADH、H+を生成する。
アリールアルコールデヒドロゲナーゼ (NADP+)は、芳香族アルコールとNADP+を用いて、芳香族アルデヒド、NADPH、H+を生成する。
アリールジアルキルホスファターゼは、アリールジアルキルリン酸とH2Oを使ってジアルキルリン酸と芳香族アルコールを生成する。

## 芳香族アルコールの例
- トリプトフォール
- チロソール
- フェネチルアルコール（フェニルエタノール）
- ベンジルアルコール